# Catharus mexicanus
Catharus mexicanus е вид птица от семейство Turdidae.

## Разпространение
Видът е разпространен в Коста Рика, Гватемала, Хондурас, Мексико, Никарагуа и Панама.